# اتهام أوغستو بينوشيه واعتقاله
اتّهم القاضي الإسباني بالتاسار غارثون في 10 أكتوبر 1998 الجنرال أوغستو بينوشيه بارتكاب انتهاكات لحقوق الإنسان في موطنه تشيلي، فأُلقي القبض عليه في لندن بعد ستة أيام واحتُجز رهن الإقامة الجبرية لمدة عام ونصف حتى أطلقت الحكومة البريطانية سراحه في مارس 2000. بعد أن أُذن له بالعودة إلى تشيلي، وجّه القاضي خوان غوزمان تابيا اتهامًا إلى بينوشيه بارتكاب عدة جرائم. توفي في 10 ديسمبر 2006 دون أن تثبت إدانته. تصدّر خبر اعتقاله في لندن الصفحات الأولى للصحف في جميع أنحاء العالم. كانت المرة الأولى التي يطبِّق فيها القضاة مبدأ الولاية القضائية العالمية، ولم يقتصر الأمر على رئيس الديكتاتورية العسكرية الذي حكم تشيلي بين عامي 1973 و 1990، إذ أعلنوا أنفسهم مؤهلين للحكم على الجرائم التي ارتكبها رؤساء الدول السابقون في بلد ما، على الرغم من وجود قوانين عفو محلية.
قاد بينوشيه انقلاب 11 سبتمبر 1973 الذي أطاح بالرئيس الاشتراكي سلفادور أليندي. كان نظامه الذي دام 17 عامًا مسؤولًا عن العديد من الانتهاكات لحقوق الإنسان التي كان بعضها جزءًا من عملية كوندور، وهي حملة غير قانونية لقمع المعارضين السياسيين في تشيلي وخارجها بالتنسيق مع وكالات الاستخبارات الأجنبية. اتُّهم بينوشيه أيضًا باستغلال منصبه لزيادة ثروته الشخصية من خلال اختلاس الأموال العامة وتهريب المخدرات والاتجار غير المشروع بالأسلحة. وجد تقرير ريتيغ أن ما لا يقل عن 2,279 شخصًا قُتلوا بلا شك على يد الحكومة التشيلية لأسباب سياسية خلال نظام بينوشيه، ووجد تقرير فاليش أن ما لا يقل عن 30 ألف شخص تعرّضوا للتعذيب على يد الحكومة لأسباب سياسية.
جادل محامو بينوشيه، برئاسة بابلو رودريغيز غريز (الزعيم السابق للجماعة اليمينية المتطرفة الأرض والحرية)، بأن له الحق في التمتع بالحصانة من الملاحقة القضائية أولًا بصفته رئيسًا سابقًا للدولة، وثانيًا بموجب قانون العفو لعام 1978 الذي أصدره المجلس العسكري. وزعموا أيضًا أن حالته الصحية المتردية لا تسمح له بالمثول أمام المحكمة. أدى صدور سلسلة من الأحكام عن محاكم الاستئناف المختلفة والمحكمة العليا والخبراء الطبيين إلى فرض الإقامة الجبرية على بينوشيه ثم إطلاق سراحه. قبل وفاته في 10 ديسمبر 2006، وُضع مرة أخرى تحت الإقامة الجبرية في 28 نوفمبر 2006 في قضية قافلة الموت.
عند وفاته في عام 2006، كان بينوشيه متورطًا في أكثر من 300 تهمة جنائية لارتكاب انتهاكات عديدة لحقوق الإنسان، من ضمنها قضية قافلة الموت (أغلقت المحكمة العليا في تشيلي القضية في يوليو 2002، ولكن أُعيد فتحها في عام 2007 بعد استشارة طبية جديدة)، واغتيال كارلوس براتس (أُغلقت القضية في 1 أبريل 2005)، وعملية كوندور (أُغلقت القضية في 17 يونيو 2005)، وعملية كولومبو، وكل من قضية فيلا غريمالدي وكارميلو سوريا وكالي كونفيرينسيا وأنطونيو ليدو وأوجينيو بيريوس والاحتيال الضريبي وتزوير جوازات السفر.

## الجدول الزمني

### اعتقاله في لندن
في عام 1998، سافر بينوشيه -الذي ما زال يؤثّر تأثيرًا كبيرًا في تشيلي حتى ذلك الوقت- إلى المملكة المتحدة لتلقّي العلاج الطبي؛ وقد تردّدت مزاعم بأنه كان هناك للتفاوض بشأن عقود للأسلحة أيضًا. في أثناء وجوده في لندن، اعتُقل في 17 أكتوبر 1998 بموجب مذكرة توقيف دولية صادرة عن القاضي بالتاسار غارثون من إسبانيا، ووُضع تحت الإقامة الجبرية: بدايةً في العيادة التي خضع فيها لعملية جراحية في الظهر، ثم في منزل مستأجر. تضمنت التهم 94 تهمة تعذيب لمواطنين إسبان، واغتيال الدبلوماسي الإسباني كارميلو سوريا عام 1975، وتهمة واحدة بالتآمر لارتكاب أعمال التعذيب. قبل اعتقاله، قُدِّمت عدة مرات ادعاءات تتهمه بارتكاب الانتهاكات -منها منذ بداية حكمه- ولكن لم يُتَّخذ أي إجراء بشأنها قطّ. عارضت الحكومة الائتلافية المعروفة باسم كونثيرتاثيون ويرأسها الرئيس إدواردو فراي رويز تاغل اعتقال بينوشيه وتسليمه إلى إسبانيا ومحاكمته في ظل الظروف التي فرضها تحوّل تشيلي المضطرب نحو الديمقراطية.
نشبت معركة قانونية شرسة استمرت 16 شهرًا في مجلس اللوردات، أعلى محكمة في المملكة المتحدة آنذاك. وطالب بينوشيه بالحصانة من المقاضاة بصفته رئيس دولة سابق بموجب قانون حصانة الدولة لعام 1978. ولكن غالبية لوردات القانون (3-2) رفضوا ذلك، إذ حكموا بأن الحصانة لا تُمنح لرئيس دولة سابق عن بعض الجرائم الدولية مثل التعذيب. ومع ذلك، نُقض الحكم في قضية لاحقة غير مسبوقة بناءً على أن أحد القضاة المعنيين كان متحيزًا بسبب ارتباطه بمنظمة العفو الدولية، وهي منظمة لحقوق الإنسان شنّت حملة ضد بينوشيه لعقود من الزمن وتدخلّت في القضية. صدر حكم ثالث في مارس 1999 أكّد الحكم الأصلي؛ هذه المرة، قرّر اللوردات أنه لا يمكن مقاضاة بينوشيه إلا عن الجرائم التي ارتكبها بعد عام 1988، وهو العام الذي نفّذت فيه المملكة المتحدة تشريعات تصادق على اتفاقية الأمم المتحدة لمناهضة التعذيب في قانون العدالة الجنائية لعام 1988. أبطل هذا معظم التهم الموجَّهة إلى بينوشيه وليس كلّها وأعطى الضوء الأخضر لتسليمه إلى إسبانيا للمضي قدمًا.
في أبريل 1999، دعت رئيسة الوزراء البريطانية السابقة مارغريت ثاتشر والرئيس الأمريكي السابق جورج دبليو بوش الحكومة البريطانية إلى إطلاق سراح بينوشيه. وجادلا بضرورة السماح لبينوشيه بالعودة إلى وطنه بدلًا من تسليمه إلى إسبانيا. من ناحية أخرى، أشادت مفوَّضة الأمم المتحدة السامية لحقوق الإنسان، ماري روبنسون، بقرار اللوردات وأعلنت أنه كان تأييدًا واضحًا على أن التعذيب جريمة دولية تخضع للولاية القضائية العالمية. علاوة على ذلك، طالبت منظمة العفو الدولية والمؤسسة الطبية لرعاية ضحايا التعذيب بتسليمه إلى إسبانيا. سحبت تشيلي سفيرها من مدريد لبعض الوقت احتجاجًا على تصرف إسبانيا. في هذه الأثناء، أرسلت ثاتشر إلى بينوشيه زجاجة من ويسكي الشعير، مع ملاحظة تقول «سكوتش مؤسسة بريطانية لن تخذلك أبدًا».
في غضون ذلك، بدأت وسائل الإعلام تثير التساؤلات حول ما يُزعم بشأن صحة بينوشيه المتدهورة. بعد إجراء الفحوصات الطبية، قرّر وزير الداخلية جاك سترو في يناير 2000 أنه لا ينبغي تسليم الديكتاتور السابق إلى إسبانيا، ما أثار الاحتجاجات من جانب المنظمات غير الحكومية المعنية بحقوق الإنسان ودفع الحكومة البلجيكية مع ست مجموعات لحقوق الإنسان (من ضمنها منظمة العفو الدولية) إلى تقديم شكوى ضد قرار سترو أمام محكمة العدل الدولية في يناير 2000. وكانت بلجيكا، بالإضافة إلى فرنسا وسويسرا، قد قدّمت طلبات التسليم بعد مطالبة إسبانيا. على الرغم من احتجاجات الخبراء القانونيين والطبيين من عدة دول، قرّر سترو أخيرًا، في مارس 2000، بأنه يجب إطلاق سراح بينوشيه وأذن بعودته إلى تشيلي. في 3 مارس 2000، عاد بينوشيه إلى تشيلي. كان أول ما فعله بينوشيه عند هبوطه في مطار سانتياغو هو الوقوف منتصرًا من كرسيه المتحرك وسط تهليل أنصاره. وأول من استقبله هو خلفه في قيادة القوات المسلحة التشيلية، الجنرال ريكاردو إيزوريتا. قال الرئيس ريكاردو لاغوس، الذي أدّى اليمين الرئاسية في 11 مارس، إن وصول الجنرال المتقاعد المتلفز في أثناء خروج الآلاف في مظاهراتٍ ضد الديكتاتور السابق أضرّ بسمعة تشيلي الدولية.